# Pătrăuți
Pătrăuți – wieś w Rumunii, w okręgu Suczawa, w gminie Pătrăuți. W 2011 roku liczyła 4567 mieszkańców. Miejscowość leży w północnej części Mołdawii, na Bukowinie, kilka kilometrów na północ od Suczawy.
W Pătrăuți znajduje się niewielka cerkiew Podniesienia Krzyża Świętego w Pătrăuți z końca XV w., ozdobiona malowidłami wewnętrznymi (XV w.) i zewnętrznymi (XVI w.), wpisana wraz z innymi malowanymi cerkwiami Bukowiny na listę światowego dziedzictwa UNESCO. 
W pobliżu Pătrăuți znajduje się rezerwat leśny Crujana.